# Johann Sehwers
Johann Sehwers (lettisch Jānis Zēvers; * 16. Junijul. / 28. Juni 1868greg. in Nerwensberg bei Alt-Pebalg; † 7. November 1940 in Poznań) war ein baltischer Schachkomponist, Linguist und Lehrer.

## Leben
Sehwers wurde in eine Bauernfamilie nahe Vecpiebalga geboren. Nach dem Besuch eines Lehrerseminars in Tartu arbeitete er an verschiedenen Orten als Schullehrer. Die Sommer von 1910 bis 1914 verwendete er außerdem für Studien an der Universität Zürich. Ebenda promovierte er 1918 zum Doktor der Philologie. Ab 1925 war er Vorsitzender der Lettisch-Literärischen Gesellschaft. Neben einer Vielzahl von wissenschaftlichen Veröffentlichungen in Fachzeitschriften publizierte Sehwers 1936 Sprachlich-kulturhistorische Untersuchungen vornehmlich über den deutschen Einfluß im Lettischen, welches als sein Hauptwerk angesehen wird. 1939 nahm er zusammen mit seiner Frau Alma (geb. Hühn) an der Umsiedlung der Deutschbalten nach Posen teil. Er verstarb ein Jahr später.

## Schach
Seit den Jugendjahren beteiligte sich Sehwers an lokalen Schachturnieren, etwa mit 30 begann er, Endspielstudien zu komponieren. So entstanden etwa 100 Endspielstudien, 87 davon gab er 1922 zusammen mit einem Bildnis von ihm in einem Sammelband heraus. Danach verebbte seine Studienkomposition weitgehend.
|   | a | b | c | d | e | f | g | h |   |
| 8 |   |   |   |   |   |   |   |   | 8 |
| 7 |   |   |   |   |   |   |   |   | 7 |
| 6 |   |   |   |   |   |   |   |   | 6 |
| 5 |   |   |   |   |   |   |   |   | 5 |
| 4 |   |   |   |   |   |   |   |   | 4 |
| 3 |   |   |   |   |   |   |   |   | 3 |
| 2 |   |   |   |   |   |   |   |   | 2 |
| 1 |   |   |   |   |   |   |   |   | 1 |
|   | a | b | c | d | e | f | g | h |   |

Lösung:

Weiß kann sich wegen der beengten Stellung der Dame retten.

1. Th5–b5+! Kb6–c6

2. Tb5–b6+ Kc6xb6

3. Lh4–f2+ nebst

4. Lf2–d4 Dh8xd4 patt

1. … Kb6xb5 Hinlenkungsopfer beider weißer Figuren.

2. Lh4–f6 Dh8xf6 patt

1. … Kb6–a7

2. Lh4–f2+ Ka7–a8

3. Tb5–b8+ Ka8xb8 Um das Dauerschach auf der b-Linie abzuwenden, muss der Turm irgendwann geschlagen werden.

4. Lf2–d4 Dh8xd4 patt

1. … Kb6–c7

2. Lh4–g3+ nebst

3. Lg3–e5 mit Damenverlust und Remis

## Schriften
- Die deutschen Lehnwörter im Lettischen. Inaugural-Dissertation zur Erlangung der Doktorwürde der Hohen Philosophischen Fakultät I der Universität Zürich. Zürich 1918.
- Endspielstudien. Berlin, Leipzig, Vereinigung wissenschaftl. Verleger W. de Gruyter & Co., 1922.
- Sprachlich-kulturhistorische Untersuchungen vornehmlich über den deutschen Einfluß im Lettischen. Leipzig 1936.